# Mon père, ma mère, mes frères et mes sœurs…
Pour plus de détails, voir Fiche technique et Distribution.
Mon père, ma mère, mes frères et mes sœurs… est un film français réalisé par Charlotte de Turckheim, sorti le 16 juin 1999.

## Synopsis
Anne, brillante biologiste, est mère de trois enfants qu'elle a eus avec trois hommes différents. Les enfants ne connaissent pas leur père et les pères ignorent qu'ils ont eu un enfant avec Anne. Or un jour, Victor, onze ans, décide qu'il est temps pour lui de rencontrer son père. C'est alors que la grand-mère entre en jeu et organise un séjour surprise de quinze jours au Mexique avec Anne, ses enfants, les pères et leurs familles.

## Fiche technique
- Titre français : Mon père, ma mère, mes frères et mes sœurs…
- Titre anglais : My Father, My Mother, My Brothers and My Sisters
- Réalisation : Charlotte de Turckheim
- Scénario : Charlotte De Turckheim et Philippe Giangreco
- Dialogues : Philippe Giangreco
- Directeur artistique : Javier Po
- Décors : Patrick Pasquier
- Costumes : Marylin Fitoussi
- Photo : Javier Salmones
- Montage : Jennifer Augé
- Casting : Stéphane Zito
- Musique : Cyril de Turckheim
- Effets visuels : L'Etude et la Supervision des Trucages (L'E.S.T.)
- Producteur : Anne-Dominique Toussaint et Pascal Judelewicz
- Coproducteurs : Eduardo Campoy et Edmundo Gil
- Producteurs associés : Matthias Ehrenberg, Alfonso Mardones et Felipe Ortiz
- Sociétés de production : Les Films des Tournelles, Canal+, Flamenco Films, Globomedia, M6 Films, SNC, TF1 Films Production, TriPictures, Telecinco et Creativos Asociados de Radio y Televisión (CARTEL)
- Distribution : SND (France) et TriPictures (Espagne)
- Pays d‘origine :  France et  Espagne
- Langue : français et espagnol
- Lieux de tournage : Mexique (Quintana Roo) et Maroc[1]
- Budget : 5.33M€[2]
- Box-office France : 714 643 entrées
- Format : couleur
- Son : Dolby Digital
- Genre : comédie
- Durée : 90 minutes
- Date de sortie : 1999

## Distribution
- Victoria Abril : Anne, la mère
- Rudi Rosenberg : Julien, le fils aîné
- Élodie Bollée : Clémentine, la fille
- Pierre-Jean Chérit : Victor, le fils cadet
- Charlotte de Turckheim : Jeanne
- Alain Bashung : Guy, le père de Julien
- Marc Andreoni : Jean-Louis, le père de Clémentine
- Philippe Giangreco : Vincent, le père de Victor
- Antonio Valero : Pedro, le gérant de l'hôtel
- Valérie Benguigui : Martine
- Thierry Buenafuente : Gilbert Grognard
- Catherine Hosmalin : Mireille Grognard
- Pilar Bardem : la grand-mère
- Jean-Claude Adelin : Gaspard
- Nathalie Besançon : Sophie
- Mabel Lozano : Audrey
- Damien Niveau : Benjamin
- Violette Palcossian : Margot
- Raul Castellanos : Juanito
- Sören Prévost : Franck
- Michel Bernini : un coursier
- Ibrahim Koma : un ami

## Autour du film
- Premier rôle au cinéma pour Élodie Bollée
- Troisième rôle au cinéma pour Nathalie Besançon